# Мышецкий, Пётр Николаевич
Князь Пётр Никола́евич Мыше́цкий (27 мая [8 июня] 1858, Новгород — 6 мая 1925, Копенгаген) — русский генерал, герой Первой мировой войны.

## Биография
Происходил из дворян Псковской губернии Мышецких. Сын новгородского губернского предводителя дворянства, действительного статского советника князя Николая Евграфовича Мышецкого (1817—1897) и Варвары Петровны Грессер, внук по отцу генерал-майора князя Е. Д. Мышецкого и по матери — генерал-лейтенанта П. А. Грессера.
По окончании Пажеского корпуса в 1878 году, произведён был из камер-пажей в корнеты лейб-гвардии Гусарского Его Величества полка.
Чины: поручик (1880), штабс-ротмистр (1884), ротмистр (1888), полковник (за отличие, 1892), генерал-майор (за отличие, 1904), генерал-лейтенант (1916).
В 1887—1900 годах состоял адъютантом военного министра. Командовал 26-м драгунским Бугским полком (1900—1904), 1-й бригадой 4-й кавалерийской дивизии (1904), 2-й бригадой (1904—1909) и 1-й бригадой (1909—1910) 13-й кавалерийской дивизии. 12 мая 1910 года вышел в отставку.
С началом Первой мировой войны вернулся на службу. Был удостоен ордена Святого Георгия 4-й степени
За то, что 7-го и 8-го августа 1915 года в боях у г. Бельска, командуя в чине генерал-майора 2-й бригадой 5-й Донской казачьей дивизии, блестяще выполнил ряд трудных задач по выручке своей пехоты, оказавшейся в тяжелых условиях боя, и дал возможность 11-й Сибирской стрелковой и 50-й пехотной дивизиям отойти на линию Парцево-Спички-Топчикалы и сомкнуть их фланги. В боях 30-го и 31-го августа того же года, при переправе через р. Неман наших войск, командуя арьергардами трех корпусов (1-го Туркестанского, 4 и 5-го Сибирских), 27-м и 33-м Донскими казачьими полками с их артиллерией, искусными действиями отбил ряд ожесточенных атак, в течение двух дней сдерживал противника, чем выиграл необходимое время для устройства на позиции главных сил корпусов.
22 ноября 1915 года назначен начальником Сибирской казачьей дивизии, каковую должность занимал до 18 апреля 1917 года. 26 марта 1916 года произведён в генерал-лейтенанты на основании Георгиевского статута (со старшинством с 31 августа 1915 года). 29 июля 1917 года был уволен от службы по болезни.
Участвовал в Белом движении в составе Северо-Западной армии.
В эмиграции в Дании. Состоял членом правления Союза взаимопомощи русских офицеров в Дании. Умер в 1925 году в Копенгагене. Похоронен на русском участке кладбища Ассистенс. Его супруга Надежда Николаевна (1864—1943; урожд. Замятнина, дочь Н. А. Замятнина, племянница графа Д. А. Толстого) похоронена там же. 
Дети: Елизавета (1884—?), Мария (1886—?), Даниил (1891—1981), выпускник Александровского лицея. 

## Награды
- Орден Святого Станислава 3-й ст. (1883);
- Орден Святой Анны 3-й ст. (1888);
- Орден Святого Станислава 2-й ст. (1896);
- Орден Святой Анны 2-й ст. (1902);
- Орден Святого Владимира 3-й ст. (1907);
- Орден Святого Георгия 4-й ст. (ВП 13.11.1916).

Иностранные:
- австрийский Орден Железной короны 3-й степени (1891);
- бухарский Орден Восходящей звезды 2-й ст. (1893).